# Twistringen
Twistringen er en by i Landkreis Diepholz i den tyske delstat Niedersachsen, beliggende omtrent 30 km nordøst for Diepholz, og 30 km sydvest for Bremen ved den sydøstlige ende af Naturpark Wildeshauser Geest. Floden Delmes udspring ligger i byen .
Twistringens nabokommuner er i Landkreis Diepholz den mod nordøst liggende by Bassum, mod sydøst amtet (Samtgemeinde) Schwaförden og mod syd amtet Barnstorf. Mod vest ligger kommunerne Colnrade i Landkreis Oldenburg og Goldenstedt i Landkreis Vechta.